# Linda Bolder
Pour les articles homonymes, voir Bolder.
Linda Bolder, née le 3 juillet 1988 à Velserbroek, est une judokate néerlandaise évoluant dans la catégorie des moins de 70 kg (poids moyens), devenue israélienne en 2015.

## Palmarès
| Année | Compétition           | Lieu     | Résultat | Catégorie      |
| ----- | --------------------- | -------- | -------- | -------------- |
| 2013  | Championnats d'Europe | Budapest | 2e       | Moins de 70 kg |